# Micrixalus fuscus
Micrixalus fuscus är en groddjursart som först beskrevs av George Albert Boulenger 1882.  Micrixalus fuscus ingår i släktet Micrixalus och familjen Micrixalidae. IUCN kategoriserar arten globalt som nära hotad. Inga underarter finns listade i Catalogue of Life.